# Гликин, Марк Исаакович
Марк Исаакович Гли́кин (1914 — 1996) — советский учёный, специалист в области корабельных радиолокационных средств ВМФ, лауреат Сталинской премии.

## Биография
Марк Исаакович Гликин родился 1 (14 июня) 1914 года в Смоленске, Российская империя. Окончил ЛЭТИ (1940). Во время Великой Отечественной войны служил в радиотехническом отделе штаба ДКБФ.
В 1947—1973 гг. М. Гликин — научный сотрудник НИИ радиоэлектроники ВМФ СССР (НИИ-6). Капитан 1-го ранга. Инженер-полковник (1964).
Участник создания первых РЛС для советских подводных лодок — «Гюйс-2», «Риф» и др.
Умер учёный 28 мая 1996 года в Санкт-Петербурге, РФ.

## Награды и премии
- Сталинская премия второй степени (1952) — за работу в области связи
- два ордена Отечественной войны II степени (8.8.1945, 6.4.1985)
- орден Красной Звезды (26.10.1955)
- медали